# Making Off
Making Off è un film del 2006 diretto dal regista tunisino Nouri Bouzid, prodotto in Tunisia. Presentato al 27º Festival di cinema africano di Verona.

## Trama
Bahta è un giovane tunisino di circa venticinque anni appassionato di breakdance ma senza lavoro né prospettive. La sua esistenza si consuma tra l’apatia quotidiana, la repressione delle autorità e il sogno irrealizzabile di emigrare in Europa per costruirsi una carriera come ballerino. Bahta è una figura emblematica della gioventù tunisina disillusa e priva di punti di riferimento, resa ancora più vulnerabile dalla guerra in Iraq e dall’inasprirsi delle tensioni politiche e religiose globali.
Durante una fuga rocambolesca dalla polizia, dopo essersi travestito da agente per gioco, Bahta si ritrova a trovare rifugio presso una comunità apparentemente accogliente, guidata da un anziano uomo religioso, che lo prende sotto la sua protezione. L’ospitalità iniziale si trasforma però in una progressiva opera di indottrinamento: il giovane viene lentamente spinto verso la radicalizzazione e indirizzato verso una missione suicida come martire. Nel frattempo, la narrazione si incrina e si moltiplica: la linea tra realtà e finzione si sfuma quando lo stesso Lotfi Abdelli, che interpreta Bahta, interrompendo la finzione, si ribella al regista del film, Nouri Bouzid, chiedendo conto del destino del suo personaggio. L’attore, identificandosi sempre più con Bahta, contesta il senso della narrazione e rifiuta l’idea di interpretare un aspirante attentatore, riaffermando il suo desiderio di interpretare un ballerino. In un continuo gioco metacinematografico, il si trasforma così in una riflessione profonda sul cinema, sulla responsabilità dell’artista, sull’identità e sul rapporto tra religione e società contemporanea.

## Riconoscimenti
- Tanit d'or al Festival di Cartagine 2006
- Miglior interpretazione maschile al Fespaco 2007.